# Чернозубов, Илья Фёдорович
Илья Фёдорович Чернозубов (1765—1821), российский командир эпохи наполеоновских войн, генерал-майор Русской императорской армии.

## Биография
Илья Чернозубов родился в 1765 году; происходил согласно архивам из «штаб-офицерских Войска Донского детей».
10 июня 1777 года поступил казаком на воинскую службу и в течение пяти последующих лет находился на Кубанской линии. 2 июля 1783 года Чернозубов был удостоен чина сотника.
Принимал деятельное участие в Русско-турецкой войне 1787—1791 г.г., и польских событиях 1794 года.
За свои боевые заслуги на полях сражений Чернозубову неоднократно присваивались внеочередные воинские звания, а за взятие Измаила великий русский полководец Александр Суворов лично удостоил его похвальным листом с признанием его отличий.
2 июля 1799 года И. Ф. Чернозубов был удостоен звания полковника русской императорской армии. В 1801 году участвовал в переходе к городу Оренбургу.
В ходе войны четвёртой коалиции неоднократно поощрялся командованием различными знаками воинской доблести.
После вторжения наполеоновской армии в Россию со своим полком в составе донского ополчения принял участие в баталии при Тарутине, а затем преследовал неприятеля до западных границ империи. В ходе боя под Красным — захватил 11 французских орудий и 490 пленных.
18 июля 1813 года Чернозубов был удостоен звания генерал-майора.
17 августа 1813 года он был награждён орденом Святого Георгия 4-го класса 
за отличия в сражениях с французами.
Принимал участие в заграничном походе русской армии.
23 декабря 1819 года Чернозубов, по состоянию здоровья, получил почётную отставку.
Илья Фёдорович Чернозубов умер 1 июля 1821 года.